# Kjell Westö
Kjell Westö (født 6. august 1961 i Helsingfors) er en finlandssvensk forfatter.
Westö, der er uddannet i litteraturvidenskab og journalistik, debuterede i 1986 med digtsamlingen Tango orange. Et betydningsfuldt tema i forfatterskabet er den finske borgerkrig og de eftervirkninger, den har givet i det finske samfund. Westö er i de seneste år blevet tildelt en række litteraturpriser, heriblandt Samfundet De Nios store pris (2001) og Finlandia-prisen (2006), sidstnævnte for romanen Der hvor vi gik engang. I 2014 tildeltes han Nordisk Råds Litteraturpris for romanen Luftspejling 38.
Flere af hans romaner er oversat til dansk, alle af Jesper Klint Kistorp.

## Romaner oversat til dansk
- Dragerne over Helsingfors (svensk: Drakarna över Helsingfors, 1996). Batzer & Co/Roskilde Bogcafé, 2018. ISBN 978-87-93629-74-5
- Faren ved at være en Skrake (svensk: Vådan av att vara Skrake, 2000). Athene, 2003. ISBN 87-11-17073-5. Revideret udgave: Det ulyksalige ved at være en Skrake. Batzer & Co, 2014. ISBN 978-87-93209-08-4
- Lang (svensk: Lang, 2002). Athene, 2003. ISBN 87-11-17071-9
- Der hvor vi gik engang (svensk: Där vi en gång gått, 2006). Batzer & Co/Roskilde Bogcafé, 2015. ISBN 978-87-93209-19-0
- Luftspejling 38 (svensk: Hägring 38, 2013). Batzer & Co/Roskilde Bogcafé, 2014. ISBN 978-87-93209-03-9
- Den svovlgule himmel (svensk: Den svavelgula himlen, 2017). Batzer & Co/Roskilde Bogcafé, 2017. ISBN 978-87-93209-45-9
- Tritonus – en skærgårdsfortælling (svensk: Tritonus – En skärgårdsberättelse, 2020). Gutkind, 2020. ISBN 978-87-434-0012-7
- Skumring 41 – roman fra en krigstid (svensk: Skymning 41, 2023). Gutkind, 2024. ISBN 978-87-434-0843-7